# 穆赫塔尔·库尔-穆罕默德
穆赫塔尔·库尔-穆罕默德（羅馬化：Mūhtar Abrarūly Qūl-Mūhammed，發音：[mʊχˈtɑr ɑbrɑrʊˈɫɤ qʊɫ‿mʊχɑˈmʲet]；1960年12月12日—），哈萨克斯坦共和国议会上议院议员，历史学副博士（1995年），法学博士（1999年），教授，哈萨克斯坦共和国国家科学院院士。

## 生平
库尔-穆罕默德出生于中国塔城市。1961年，库尔-穆罕默德一家回到了他们的历史故乡—哈萨克斯坦，位于塞米巴拉金斯克州马坎奇区的马坎奇村（现为东哈萨克斯坦州乌尔扎尔区马坎奇村）。他来自霍贾氏族。
- 1982年毕业于哈萨克基洛夫国立大学。
- 1983-1992年，先后担任哲学、法律与社会学编辑部编辑、高级编辑、主任，哈苏联百科全书副主编——责任秘书。
- 1992-1999年，任«ATAMURA» 公司经理、董事长，其间1994-1999年在哈萨克国立大学兼职担任讲师、副教授，1995年参加副博士学位论文答辩，其论文题目为《18世纪至19世纪初哈萨克斯坦社会政治历史问题》（参考俄罗斯革命前百科全书的部分材料）。
- 1999年参加博士学位论文答辩。
- 1999-2001年，担任哈议会上院议员，上院立法和司法改革委员会秘书、上院社会与文化发展委员会主任。
- 2001年5月31日获得法学教授称号。
- 2001-2003年，担任哈文化、信息与社会和谐部部长。
- 2003-2006年，担任哈总统新闻发言人、总统顾问。
- 2006-2007年，担任哈总统办公厅副主任、总统新闻发言人。
- 2007-2008年，担任克孜勒奥尔达州州长。
- 2008年3月，兼任哈总统在拜科努尔航天发射场特派代表。
- 2008-2010年，任哈文化与信息部部长。
- 2010-2012年，任哈文化部部长。
- 2012-2013年，任哈国务秘书。
- 2013-2014年，任哈文化与信息部部长。
- 2014-2016年，任哈总统顾问。
- 2015年任哈总统竞选总部领导人。
- 2016年5月6日起任哈“祖国之光”党第一副主席
- 2018年2月1日，根据哈萨克斯坦共和国总统令任命他为哈萨克斯坦共和国上议院议员。 2019年3月28日，他当选为哈萨克斯坦共和国议会上议院外交关系、国防和安全委员会主席。

## 著作
库尔-穆罕默德著有200多部科学和科学普及作品。曾获«PARASAT» 、«KURMET»、«阿斯塔纳10周年»等多项勋章，并获阿斯塔纳荣誉市民等称号。
•《俄罗斯百科全书中的哈萨克族谱》(1994),
•"革命前俄国百科全书中的哈萨克历史问题"  (1994),
•“扎基普·阿克帕耶夫：政治家、爱国者、法学家” (1995),
•阿拉什宿将阿克帕耶夫的政治和法律观点(1996),
•“阿拉什人物政治和法律态度的演变” (1998),
•“阿拉什奥达国家法律思想领袖的形成和发展” (1999),
• 哈萨克斯坦的殖民政权(1868—1917 年)» (2000),
•“立法工作：问题和搜索” (2000),
•“阿拉什”计划：证伪与现实”（2000 年）等。

## 荣誉
- 巴里斯二级勋章 (2020),
- 巴里斯三级勋章 (2016),
- 帕拉萨特勋章 (2010),

- 库尔梅特勋章(2004),
- 阿斯塔纳10周年勋章(2008),

- 哈萨克斯坦共和国国家奖获奖者(1996),
- 加强议会合作奖章 (2018)，
- 阿斯塔纳市荣誉公民，
- 阿拜区荣誉公民,
- 阿亚戈兹区荣誉公民,
- 哈萨克斯坦和外国的其他奖项、荣誉称号。